# Stéphane Jaquet
Pour les articles homonymes, voir Jaquet.
 (décembre 2011).
Stéphane Jaquet, dit Manol, est un joueur français de hockey sur gazon, milieu de terrain, capitaine de l'équipe de France avec laquelle il compte 93 sélections.
Il a évolué au CA Montrouge, au Racing Club de France, au South Stricker (Australie), au HGC Gazellen Combinatie (H.G.C., Pays-Bas), au Amiens S.C., il devient entraîneur du Stade Français lors de la saison 2004/2005 et champion de France.

## Palmarès

### Équipes nationales
- Médaille de bronze aux championnats d'Europe des -16 ans (et meilleur buteur) ;
- Médaille d'argent aux championnats d'Europe des Nations des -21 ans en salle en 1992 à Toruń (et meilleur buteur) ;
- Médaille d'or de la Celtic Cup à Édimbourg en 2005 (et 2e de la compétition en 2002 à Cardiff).

### Clubs
- 6 titres de champion de France sur gazon ;
- 1 titre de champion de France en salle ;
- Champion des Pays-Bas en salle en 1998 ;
- Médaille de bronze de la Coupe d'Europe des clubs champions en 1993 ;
- Médaille d'or de la Coupe d'Europe des clubs champion groupe B ;
- Champion de la région groupée de South Western (Australie).